# Adefolarin Durosinmi
Gafar Adefolarin Durosinmi (Abuja, 2 gennaio 1991) è un calciatore nigeriano, attaccante.

## Carriera
Dal 2015 in poi ha giocato con vari club della prima divisione thailandese.